# 天使站 (伦敦地铁)
天使站，也名安吉爾站是倫敦地鐵北線銀行支線的車站，位於伊斯靈頓區。天使站位於倫敦軌道運輸第1收費區。
本站於1992年獲擴建，以應付使用本站的大批乘客。在擴建工程中，原有的北行軌道被填充，成為南行月台的一部分。工程同時為北行軌道進行改道，並興建新的北行月台。

## 位置
本站位於伊斯靈頓高街，接近倫敦的非西區劇院，如老紅獅劇院、薩德勒之井劇院、國王頭劇院和阿爾梅達劇院。 本站亦是最接近倫敦大學城市學院主校園和教堂市集的倫敦地鐵站。

## 歷史
天使站於1901年11月17日隨著城市及南倫敦鐵路北延段通車而啟用。  本站因為車站附近一間稱為天使旅館、至少於1638年已開業的英式酒吧而得名 本站曾作為該鐵路的北端總站，直至該鐵路於1907年5月12日延伸至尤斯頓為止。
像其他城市及南倫敦鐵路車站一樣，本站原本的設計只有一個非常狹窄的島式站台（寬度僅 3.7 米），同一隧道同時設有月台及兩條軌道。這種佈置在克拉珀姆北站和克拉珀姆公園站仍然可見。在車站重建之前，乘客需要通過三部電動升降機從街道層進入月台。 1920 年代初期，城市及南倫敦鐵路因隧道擴闊工程（以容納更大的列車）而關閉時， 車站外牆重新鋪上了瓷磚，電梯也被奧的斯的新電梯所取代。

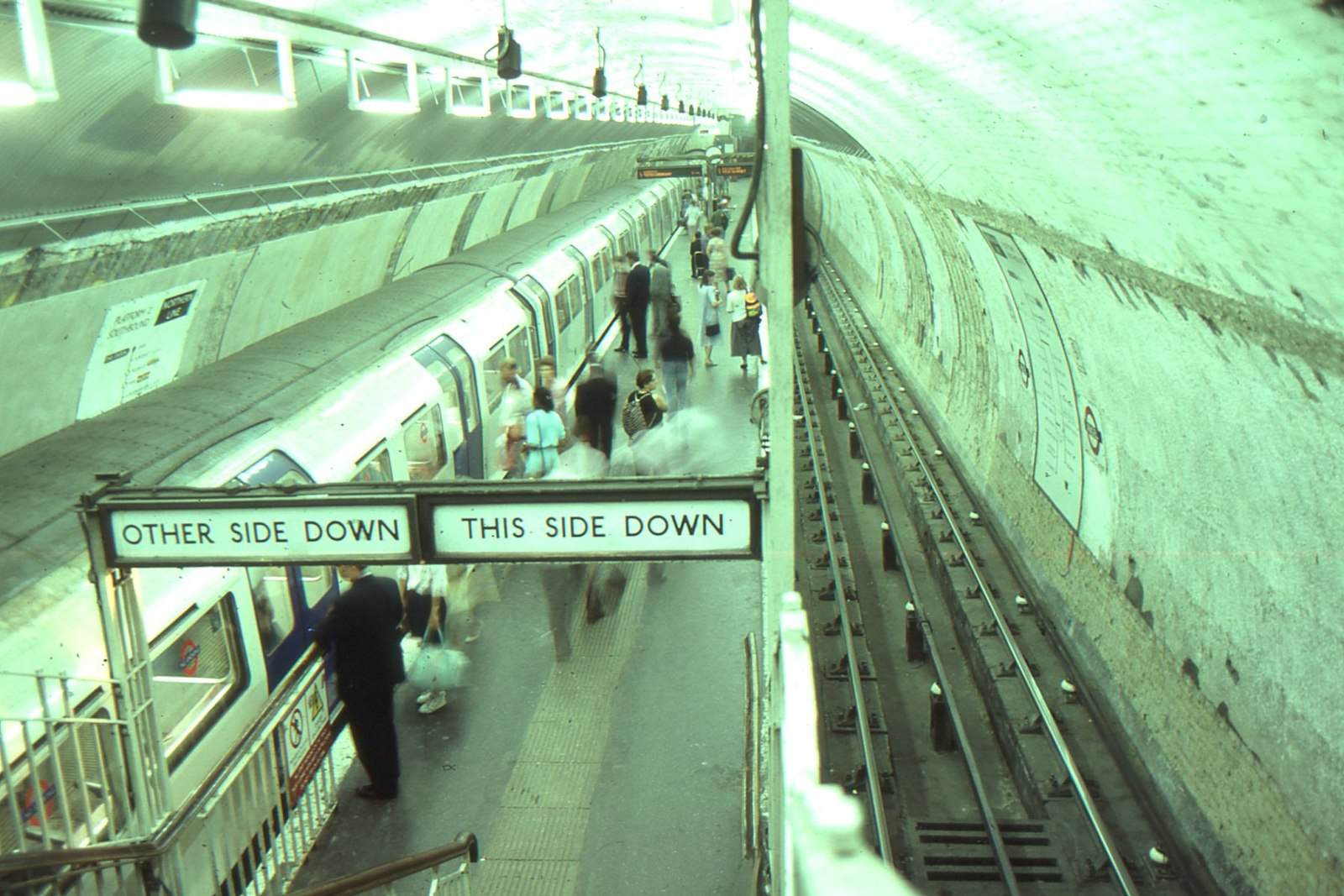
天使站改造前的月台

自啟用以來多年，本站經常出現人滿為患的問題，站內非常狹窄的島式月台被認為是一個重大的安全問題，並在乘客中引起了合理的恐懼。 因此，本站在 1990 年代初期進行了全面改造，並改設兩座較寬的側式月台。

### 前側線
本站啟用時設有一條長長的儲車側線，從左側匯合到車站以南的北行線。 這側線被保留了多年，但最終於 1959 年 1 月 23 日關閉（連同月台南端的信號箱）以簡化通過時的列車操作。 在1990年代的改造工程前，該側線被廢棄，並再未被使用。在改造工程中，該側線部分成為了北行線改道隧道。北行線改道隧道由原北行線分岐後，連接該側線，並於側線左側分岐到新建的北行月台。

## 車站設施

### 扶手電梯
本站是14個只有扶手電梯通往月台層的倫敦地鐵車站之一。本站於1990年代重建完成後，站內的扶手電梯跨越的高度達27米，長度達61米，是倫敦地鐵網絡中最長的，亦是全英國第二長（僅次於希思羅機場第5航廈）及西歐地鐵站中第四長。

### 車站改善工程
本站在 2007 年進行了翻新，並安裝了額外的閉路電視攝錄機和幫助點，使站內總共有 77 部攝錄機數和 9 個幫助點，後者升級為新的感應迴路，以更好地幫助有聽力障礙的乘客。 此外，本站還引入了新的通信設備，損壞的標誌亦被更換為新的。

## 接駁交通
倫敦巴士4、19、30、38、43、56、73、153、205、214、274、341、394、476號和通宵路線N19、N38、N41、N73、N205及N277號均服務本站一帶。

## 未來計劃
本站是規劃中的2號橫貫鐵路（車路士－哈克尼線）的中途站，使本站成為2號橫貫鐵路和北線的轉乘站。根據規劃，在2號橫貫鐵路上，本站將會位於國王十字聖潘克拉斯和達爾斯頓交匯 / 哈克尼中央之間。

## 列車服務
倫敦地鐵北線於非繁忙時間在本站的班次（每小時）為：
- 20班 往摩登，經銀行
- 10班 往埃奇韋爾
- 8班 往高巴內特
- 2班 往磨坊山東

在繁忙時間，各方向列車班次會增加至每小時22班。